# 华南师范大学法学院
华南师范大学法学院是华南师范大学的下属学院，前身为华南师范大学法律系，现任院长为王涛教授。1988年华南师范大学成立政法系，同年开始招收法学本科专业学生。1996年开始招收硕士研究生，2004年12月15日成立法学院。
法学院现有一个法学（包括国际经济法方向）本科专业，拥有法学一级学科硕士学位授权点，招收民商法、国际法、法律史、刑法、宪法与行政法、经济法、诉讼法、法理、知识产权、社会法等专业硕士研究生、还拥有法律硕士（J.M）专业学位授权点。2012年和广东省司法厅、广东省律协联合成立律师学院，负责广州、深圳以外律师人才培养。

## 历史沿革
1988年，学院前身华南师范大学法律系正式成立。1996年，学院获准开始招收研究生。1999年，学院开始全面招收非师范生。2002年开始，学院开始开设案例课。2004年12月15日，华南师范大学法学院正式成立。2013年9月13至15日，广东省法学会社会法学研究会、华南师范大学法学院联合主办了中国社会法学研究会2013年年会。

## 管理机构

### 管理团队
院长
- 王涛教授

| 副院长 - 曾二秀教授 - 马栩生教授 - 张永忠教授 书记 - 江乐忠先生 副书记 - 莫逊男女士 | 办公室主任 - 廖克环先生 - 吴雪玲女士 |

### 行政机构
| - 学院工作办公室 - 科研工作办公室 | - 学生工作办公室 - 研究生工作办公室 | - 成教工作办公室 - 自考工作办公室 |

## 教研单位

### 学系设置
- 法律系

| - - 民商法教研室 - 刑法教研室 | - - 国际法教研室 - 法理教研室 | - - 行政法教研室 - 诉讼法教研室 | - - 经济法教研室 - 法制史教研室 |

### 研究机构
- 高校法制研究中心

### 其他教研单位
| - 法律援助中心 - 港澳台居民在大陆权益保护中心 - 法律诊所 | - 司法考试研究与辅导中心 | - 法律技能综合实训中心 |

### 实习基地
| - 广东省地税局 - 广东省质量技术监督管理局 | - 中山市人民检察院 - 茂名市人民检察院 - 云浮市人民检察院 - 河源市中级人民法院 |

## 学生团体
| - 华南师范大学法学院辩论队 - 研究生会 | - 学生会 | - 团委 |

## 大型活动
- 珠江法学论坛[永久]